# Weishanita
La weishanita és un mineral de la classe dels elements natius. El seu nom fa referència a la mina Weishancheng, província de Hunan, República Popular de la Xina, on fou descoberta el 1984. Fou descrita per Li Yuheng, Ouyang Shan i Tian Peixue.

## Característiques
La weishanita és un mineral de plata, or i mercuri. Químicament és un aliatge de fórmula (Ag,Au)₃Hg₂. De l'or i l'argent predomina l'or, la mostra descoberta té una composició (Au2,89Ag0,29)Hg1,99. És de color groc pàl·lid, i té una duresa de 2,5 a l'escala de Mohs. La seva densitat és alta (18,17 g/cm³), i cristal·litza en el sistema hexagonal. Té una lluentor metàl·lica i una diafanitat opaca. És extreta com a mena dels valuosos metalls or i plata.
Segons la classificació de Nickel-Strunz, la weishanita pertany a «01.AD - Metalls i aliatges de metalls, família del mercuri i amalgames» juntament amb els següents minerals: mercuri, belendorffita, kolimita, eugenita, luanheïta, moschellandsbergita, paraschachnerita, schachnerita, amalgames d'or, potarita i altmarkita.

## Formació i jaciments
Apareix a la zona silificada d'un jaciment de plata i or en roca granulita amb biotita. Sol trobar-se associada a altres minerals com: or natiu, plata nativa, acantita, pirita, galena, esfalerita, pirrotina o scheelita. A banda de la mina xinesa de la província de Hunan, la seva localitat tipus, també se n'ha trobat a Sumidouro, Minas Gerais, Brasil.